# Grupo Océano
Grupo Océano es un grupo empresarial español dedicado a la edición y distribución de contenidos. Fundado por José Lluis Monreal (1931-2020), el grupo está presente en 21 países de habla española, además de Portugal, Brasil y Estados Unidos.
El grupo edita y distribuye obras educativas para estudiantes (desde preescolar hasta la universidad), para el público infantil y juvenil, de apoyo a la labor docente, de referencia profesional, de autoayuda, cursos de idiomas, etc.

## Historia
Los orígenes del grupo se remontan a 1899, con la creación en Barcelona (España) del Instituto Gallach de Librería y Ediciones, que en 1929 obtiene el Gran Premio con Medalla de Oro en la Exposición Universal celebrada en Barcelona.
En 1959 José Luis Monreal funda Danae, con el propósito de acercar al gran público obras de divulgación y referencia, como El libro de la vida sexual, publicado en 1967. 
Ediciones Océano, buque insignia del grupo, nace en 1972 y cinco años más tarde se adquieren Editorial Éxito, filial de la estadounidense Grolier, cuyo fondo incluye los Clásicos Jackson, y el Instituto Gallach. 
En 1978 se funda Océano Grupo Editorial, que aglutina a todos los sellos de la compañía.
Durante la década de los ochenta el grupo crea nuevos sellos editoriales, como Océano-Céntrum (1983), que engloba obras técnicas y científicas del mundo en lengua española, y Circe (1988), especializado en biografías, narrativa y ensayo. Con Circe, el grupo extiende su presencia al canal de ventas de librerías.
En 1994 se crea Océano Multimedia, bajo el que se publican obras y complementos en soporte audiovisual y multimedia. Y en 1999 nace Océano Ámbar, un nuevo sello para el canal de venta de librerías, especializado en obras de autoayuda. 
El grupo extiende su presencia a Internet en 2002 con la creación de Océano Digital, la rama especializada en edición y elaboración de productos digitales. 
En 2006 el Gobierno de España concede la Medalla de Oro al Mérito en las Bellas Artes al presidente de Grupo Océano, José Lluis Monreal, en reconocimiento a su trayectoria en el mundo editorial y por sus contribuciones al fomento de la lectura y a la difusión del conocimiento y la cultura.
Posteriormente, el grupo crea Océano Idiomas (2007), especializado en métodos interactivos de aprendizaje del inglés, y Océano Travesía (2008), que edita obras dirigidas al público infantil y juvenil. 
El grupo adquiere en 2009 Digital-Text, editorial especializada en la creación de libros de textos digitales.
En 2011 nace Océano Links, una nueva línea editorial de Grupo Océano para obras de arquitectura, diseño e interiorismo.